# Норман Мейлър
Норман Кингсли Мейлър (на английски: Norman Kingsley Mailer) е изтъкнат американски писател, публицист, драматург, сценарист и филмов режисьор, известен с активната си политическа позиция, често остро критична към правителството на САЩ. Един от пионерите (заедно с Труман Капоти, Том Улф и Джоан Дидиън) на новата журналистика (изкуството на репортажа с литературни елементи).

## Биография
Роден е в еврейско семейство в Лонг Бренч в Ню Джърси. Баща му Айзък Мейлър е счетоводител, роден в Южна Африка, а майка му Фени Шнайдър ръководи бюро за домашни помощници и за медицински сестри. Има сестра, която е с 4 години по-малка. Норман израства в Бруклин в Ню Йорк и през 1939 г. постъпва в Харвард. Там изучава инженерни науки, като същевременно се занимава с писателство. На 18 години публикува първия си разказ, за който печели награда в колежа. След като завършва през 1943 г. е мобилизиран и участва във Втората световна война. Продължава да учи в Сорбоната в Париж. Първият му роман, „Голите и мъртвите“, излиза през 1948 година. Жени се шест пъти, има осем биологични деца и едно осиновено. Двукратен носител на „Пулицър“ (1969, 1980).

## Избрана библиография
- The Naked and the Dead (1948)
Голите и мъртвите, София: Народна култура, 1986
- The Deer Park, 1955
- The White Negro, 1957
- Advertisements for Myself, 1959
- Deaths for the Ladies and Other Disasters, 1962
- The Presidential Papers, 1963
- An American Dream (1965)
Американска мечта, София: Зебра-2001, 1996
- Cannibals and Christians, 1966
- The Bullfight, 1967
- Why Are We in Vietnam?, 1967
- The Armies of the Night (1968)
Армиите на нощта, София: Народна младеж, 1989
- The Idol and the Octopus, 1968
- Miami and the Siege of Chigaco, 1968
- Running against the Machine, 1969
- Of a Fire on the Moon, 1970
- The Prisoner of Sex, 1971
- King of the Hill, 1971
- The Long Patrol, 1971
- St. George and the Godfather, 1972
- Existential Errands, 1972
- Marilyn, 1973
- The Fight of Graffiti / Watching My Name Go By, 1975
- The Flight, 1975
- Genius and Lust, 1976
- Some Honorable Men, 1976
- The Executuoner's Song, 1979
- Of Women and Their Elegance, 1980
- Pieces and Pontifications, 1982
- The Essential Mailer, 1982
- Ancient Evenings, 1984
- Tough Guys Don't Dance (1984)
Мъжагите не танцуват, София: Кибеа, 1993, ISBN 954-474-011-2
- Harlot's Ghost, 1991
- Pablo and Fernande, 1994
- Oswald's Tale: an American Mystery, 1995
- Portrait of Picasso as a Young Man, 1995
- The Gospel According to the Son (1997)
Евангелието от Сина, София: „Хемус“, 2001
- The Time of Our Time, 1998
- The Spooky Art, 2003
- Why Are We At War?, 2003
- Modest Gifts, 2003
- The Big Empty, 2006 (заедно със сина си Джон Бъфало Мейлър)
- The Castle in the Forest (2007)
Замък в гората, София: ИК „Фама“, 2008, ISBN 978-954-597-321-5